# Tiburce Sébastiani
Pour les articles homonymes, voir Sébastiani.
Jean André Tiburce, vicomte Sébastiani de La Porta, né à La Porta (Haute-Corse) le 21 mars 1786 et mort à Bastia (Haute-Corse) le 16 septembre 1871, fut un militaire français du XIXe siècle. Député de la Corse de 1828 à 1837, et pair de France, il était le frère du maréchal et homme politique Horace Sébastiani,,.

## Biographie

### Jeunesse
Tiburce Sébastiani naît à La Porta (Haute-Corse) le 21 mars 1786. Il est le fils de Joseph-Marie Sébastiani, tailleur et artisan aisé, et de la signora Maria Piétra Francesca Alterice Franceschi. Son frère aîné est le futur maréchal Horace Sébastiani. Tiburce se mariera plus tard à Marie Laetitia Paravicini, le 19 novembre 1817. En 1789, lors de la révolution française, la famille Sébastiani est contrainte de passer en France afin de fuir les troubles révolutionnaires de Corse. Tiburce est alors élève du Prytanée de Paris, puis de l'École militaire de Fontainebleau (Saint-Cyr), d'où il sort en octobre 1806 avec le grade de sous-lieutenant au 1er régiment de Dragons.

### Guerres napoléoniennes
Lieutenant au 1er régiment de Dragons, il participe entre 1809 et 1811 aux expéditions du Portugal dirigée par le général Junot, où il prend part à la bataille de Vimeiro, puis d'Espagne, sous les ordres de son frère le général Horace Sébastiani, où il se distingue aux batailles de Ciudad Real (es), de Santa-Cruz, de Talaveira, d'Almonacid, au passage de la Sierra Morena (où il est élevé au grade de Chevalier de la légion d'honneur le 23 juin 1810) et à la prise de Malaga. Il reçoit le commandement de colonnes mobiles, à la tête desquelles il combat tour à tour les Espagnols et les Anglais, notamment à Motril, dont il s'empare, et sous les murs de Gibraltar.
Appelé par Napoléon en 1812 à la Grande Armée, il est nommé capitaine au 17e régiment de Dragons le 13 février 1812, puis est nommé aide de camp du comte de Narbonne le 2 mars 1812. Il fait la campagne de Russie en qualité de chef d'escadron du 11e régiment de chasseurs à cheval (nommé le 3 juillet 1812) et montre de la bravoure à la bataille de la Moskowa. Il fait également partie de l'avant-garde qui pénètre dans Moscou en septembre 1812 et reçoit un coup de sabre au cou lors d'un combat devant la ville le 4 octobre 1812.
Il fait ensuite la campagne d'Allemagne, où il obtient le grade de chef de bataillon au 32e régiment d'infanterie légère le 4 juin 1813 puis au 11e régiment d'infanterie légère le 28 juillet 1813. Le 6 novembre 1813, il est fait colonel du 29e régiment d'infanterie légère à la bataille de Dresde et combat à Leipzig et à Hanau. Il participe à la campagne de France de 1814 (au cours de laquelle il reçoit un coup de feu à la jambe gauche à Montereau le 18 février 1814), puis est nommé au commandement du 11e régiment d'infanterie légère le 28 juin 1814.
Maintenu dans ses fonctions lors du retour de Napoléon lors des Cent-Jours, il combat avec l'armée du Nord en Belgique et participe à la bataille de Ligny le 16 juin 1815. Très affaibli, il ne peut prendre part deux jours plus tard à la bataille de Waterloo. Après un dernier combat livré à la Patte-d'Oie pour protéger la retraite de l’armée française, il se retire avec les restes de l'armée derrière la Loire. Il est finalement mis en non activité au licenciement le 7 septembre 1815.

### Sous la restauration
Au retour des Bourbons, il se rend dans son pays natal, et, trois ans plus tard, en 1818, il reçoit le commandement de la légion-corse (le 7 avril 1819). Nommé maréchal de camp à l'ancienneté, le 30 juillet 1823, il ne tarde pas à être mis en non-activité à cause de ses idées politiques et surtout à cause de l'attitude politique de son frère.

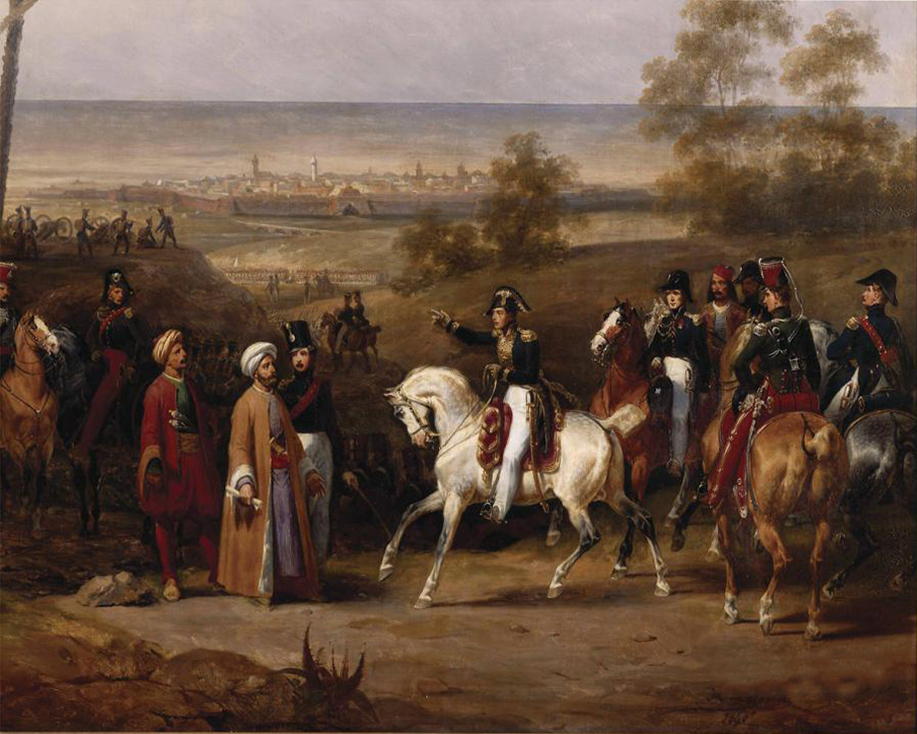
Prise de Coron par le maréchal de camp Sébastiani, le 9 octobre 1828 lors de l'expédition de Morée (détail, par Hippolyte Lecomte)

Par ordonnance du 24 juillet 1828, il est ensuite envoyé en Grèce en tant que maréchal de camp pour participer à l'expédition de Morée, sous les ordres du Maréchal Maison, vers la fin de la guerre d'indépendance grecque. À la tête de la 1re brigade des forces expéditionnaires, il libère des troupes d'occupation turco-égyptiennes d'Ibrahim Pacha la ville de Coron (le 7 octobre 1828). Il quitte finalement le sol grec après six mois de mission dans le Péloponnèse, après avoir totalement libéré la Grèce de l'occupant. À son retour en France le 19 mars 1829, il est promu par le roi Charles X Commandeur de l'Ordre royal et militaire de Saint-Louis, puis Grand-commandeur de l'Ordre du Sauveur par le nouvel État grec indépendant. Il est cependant remis en disponibilité.
Mais à la suite de la révolution des « Trois Glorieuses » de juillet 1830, Sébastiani reçoit de la monarchie de Juillet le grade de lieutenant-général le 27 février 1831. Il reçoit le commandement de la 3e division (4 août 1831), puis de la 1re division (24 décembre 1831) d'infanterie du corps expéditionnaire de l’Armée du Nord du maréchal Gérard, et fait la campagne de Belgique, où il participe au siège d'Anvers entre novembre et décembre 1832.
Sébastiani est nommé par la suite Inspecteur général d'infanterie et commandant de plusieurs divisions et arrondissements militaires entre 1832 et 1842 (de Saint-Omer, de Bastia, et de Marseille). Il est enfin appelé à commander la 1re division militaire de Paris le 29 octobre 1842, poste qu'il conserve jusqu’à la veille de la révolution de février 1848. Cessant ses fonctions après la révolution, il est mis a la retraite le 1er mai 1848 et se retire en Corse.

### Activités parlementaires
Peu de temps avant son départ pour l’expédition de Morée, le 28 avril 1828, le grand collège de la Corse avait envoyé Sébastiani siéger à la Chambre des députés (par 20 voix sur 35 votants). Il vote avec le parti constitutionnel dans l'opposition à Charles X.
À la suite de la révolution des « Trois Glorieuses » de juillet 1830, Sébastiani est réélu député le 17 novembre 1830 (par 22 voix sur 37 votants). Réélu député le 5 juillet 1831 dans le premier collège de la Corse (Ajaccio) (par 93 voix sur 97 votants, 148 inscrits), puis le 5 juillet 1834 (par 97 voix sur 98 votants, 150 inscrits), il ne cesse de soutenir de ses votes le gouvernement de Louis-Philippe. Nommé Pair de France le 3 octobre 1837, il suit au Luxembourg la même ligne de conduite.
Très attaché à la monarchie de juillet, il fait un accueil très réservé aux démarches de M. Pietri chargé, en 1847, de présenter aux Chambres la pétition du roi Jérôme demandant l'autorisation de rentrer en France. M. Piétri doit lui rappeler qu'il avait pris, en 1831, devant les électeurs de la Corse, l'engagement de « travailler à la rentrée de la famille Bonaparte en France », pour le rendre favorable à l'objet de sa mission.
Tiburce Sébastiani se retire en Corse après la révolution de 1848 et reste à l'écart de la politique. Il est élevé au grade de Grand-croix de la Légion d'honneur du 5 janvier 1845. Il décède à Bastia (Haute-Corse) le 16 septembre 1871.

## Décorations et titres
- Décorations françaises :
  -  Commandeur de l'Ordre royal et militaire de Saint-Louis (22 février 1829).
  -  Chevalier de la Légion d'honneur (23 juin 1810).
  -  Officier de la Légion d'honneur (18 février 1814).
  -  Commandeur de la Légion d'honneur (16 novembre 1832).
  -  Grand-officier de la Légion d'honneur (29 avril 1833).
  -  Grand-croix de la Légion d'honneur (5 janvier 1845)[6].
- Décorations étrangères :
  -  Grand-commandeur de l'Ordre du Sauveur (Grèce).
  -  commandeur de l'ordre de Léopold (Belgique). (10 mars 1833)
- Vicomte (par lettres patentes du 30 juin 1830).
- Pair de France le 3 octobre 1837.